# Konik polny

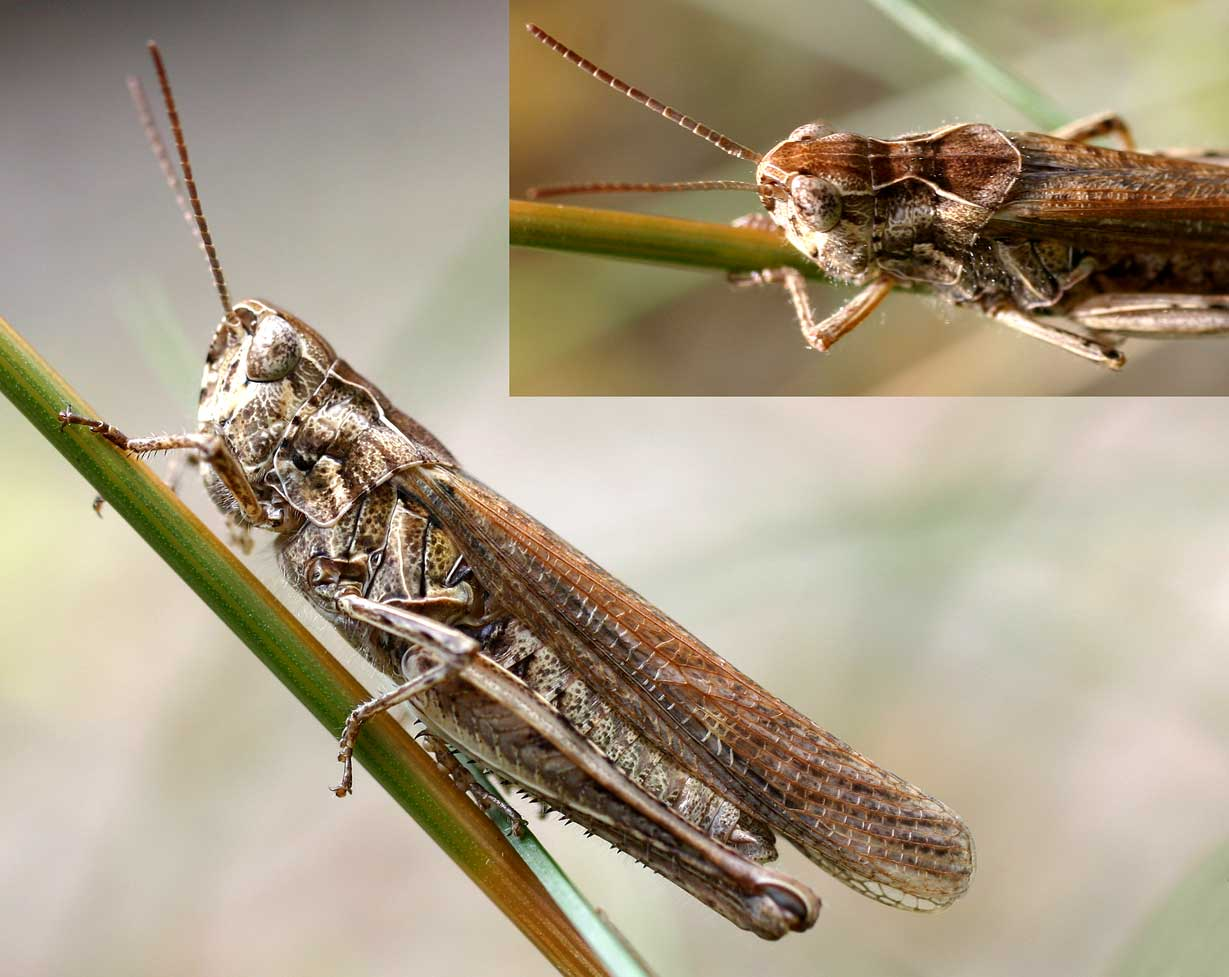
Samiec konika pospolitego (Chorthippus biguttulus)

Konik polny, konik – potoczna nazwa owada z rzędu prostoskrzydłych (Orthoptera) oznaczająca skaczącego szarańczaka wydającego dźwięki poprzez pocieranie tylnych nóg o pokrywy. W wąskim ujęciu obie nazwy dotyczą owadów z rodzaju Chorthippus. W ujęciu potocznym także innych przedstawicieli szarańczowatych (z wyjątkiem samej szarańczy), a także (co bywa przez niektórych uważane za błędne) pasikoników.
Według przeglądu Erazma Majewskiego nazwę „konik polny” stosowano w polskich podręcznikach z XIX w. jako odpowiadającą rodzajom Decticus, natomiast „konik” w różnych okresach m.in. rodzajowi Acrydium (współcześnie niewyróżniany), Locusta, Stenobothrus,  ale także nienależących do prostoskrzydłych Cicada czy Libella (a więc bliżej nieokreślona ważka).   
W polskiej kulturze konik polny bywa symbolem lekkomyślności i braku dbałości o przyszłość, np. w tłumaczeniach bajek Ezopa i La Fontaine’a. W greckim tekście u Ezopa występuje cykada, analogicznie u La Fontaine’a.